# Bankside Gallery
La Bankside Gallery è una galleria d'arte sita a Bankside, nel sud di Londra. Essa è ubicata nelle immediate vicinanze della Tate Modern.
Essa è la sede della Royal Watercolour Society e della Royal Society of Painter Printmakers. I membri di queste società, da oltre 200 anni, vengono eletti da un gruppo di loro colleghi. La galleria è aperta tutti i giorni, in occasione di mostre particolari, dalle 11,00 alle 18,00.